# Mombasa
Mombasa je keňské město a jeden z největších přístavů východní Afriky na břehu Indického oceánu, ležící přibližně 440 km jihovýchodně od Nairobi. Žije zde přibližně 1,21 milionu obyvatel a je tak druhým největším městem v zemi. Jeho aglomerace je potom domovem pro více než 3,5 milionu obyvatel. V Keni je známé jako „bílé a modré město“ (anglicky White and blue city). 

## Přírodní poměry
Rozkládá se převážně na stejnojmenném ostrově o rozloze 5,3 km². Ten je s pobřeží spojen třemi mosty. Na navazující pevnině je ústí několika řek, které zde vytvářejí rozsáhlé zálivy. Jedná se o Tudor Creek a Port Reitz. Město leží na velmi nízké pláni a směrem na západ se mírně zvyšuje do nadmořské výšky až 100 m.

### Podnebí a vodstvo
Podnebí zde je tropické, srážky jsou přítomné jen v části roku. Nejčastěji prší v hlavním období dešťů, které trvá březnem a květnem a potom v menším, které je většinou v období od října do prosince. V dubnu spadne v průměru kolem 250 mm srážek. Po celý rok se teploty víceméně nemění a pohybují se mezi maximy 30 °C a minimy mírně nad 20 °C.
V souvislosti se změnou klimatu je město ohroženo stoupajícími hladinami Indického oceánu. To se projevuje především rychlejší erozí pobřeží, což ohrožuje infrastrukturu města; ničí pláže, silniční komunikace i přístavy. Části města, které jsou velmi nízce položené, mohou být zaplaveny.

### Flora a fauna
Na několika místech stojí řada nedotčených rezervací, resp. lesů. Jedná se například o Nguuni Nature Sanctuary v severní části Mombasy, Hallerův park, který leží poblíž a při mořském pobřeží nebo lesy Kaya Mijikenda západně od metropole. Přírodní ochranu mají rovněž i některé části mořského dna, kde se nachází unikátní ekosystém. Přítomné jsou rovněž i mangrovové lesy, které město obnovuje a rozšiřuje.
V centru města stojí několik menších parků a zahrad, např. Burhani Gardens při budově místní radnice, les baobabů na samém jižním cípu ostrova nebo Princův park severně od ostrově na africké pevnině.

## Historie

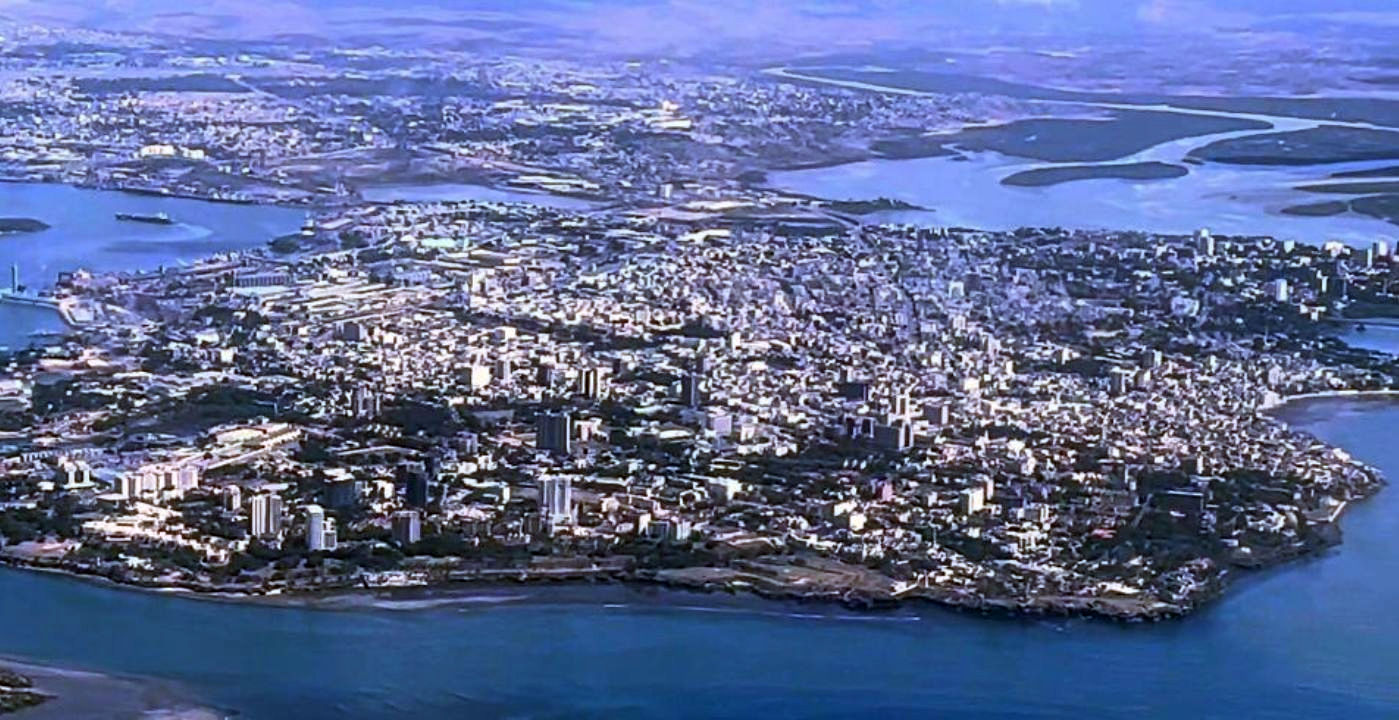
Letecký pohled na ostrov ve středu města.

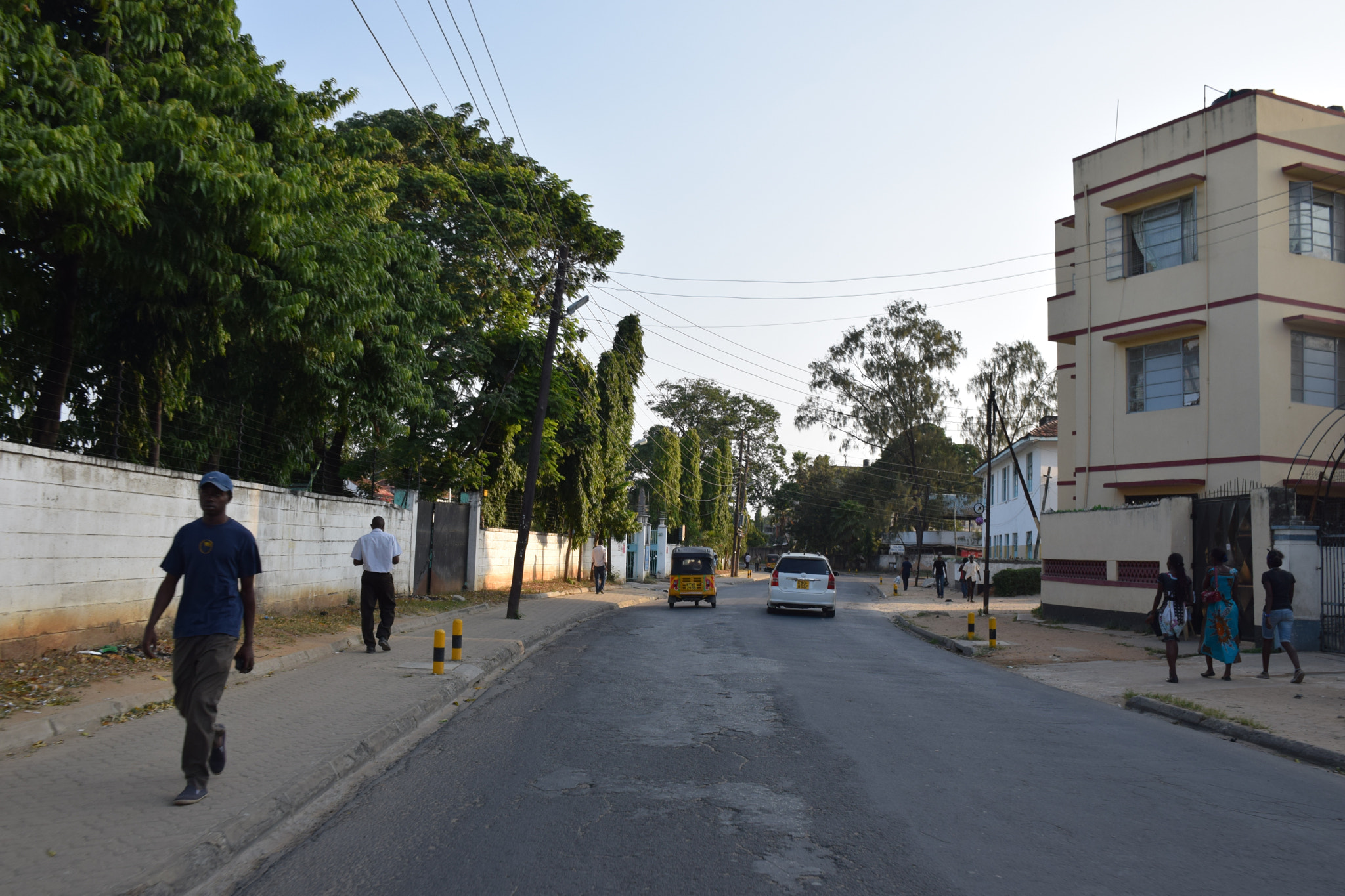
Běžná ulice ve středu Mombasy.

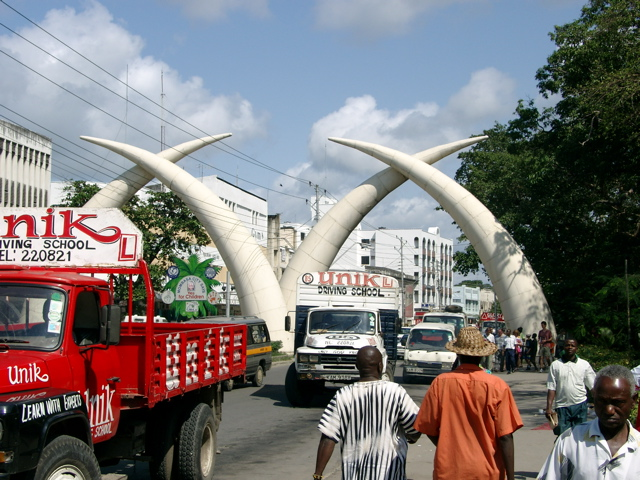
Památník ve tvaru sloních klů.

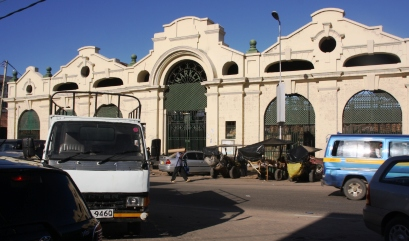
Budova staré tržnice.

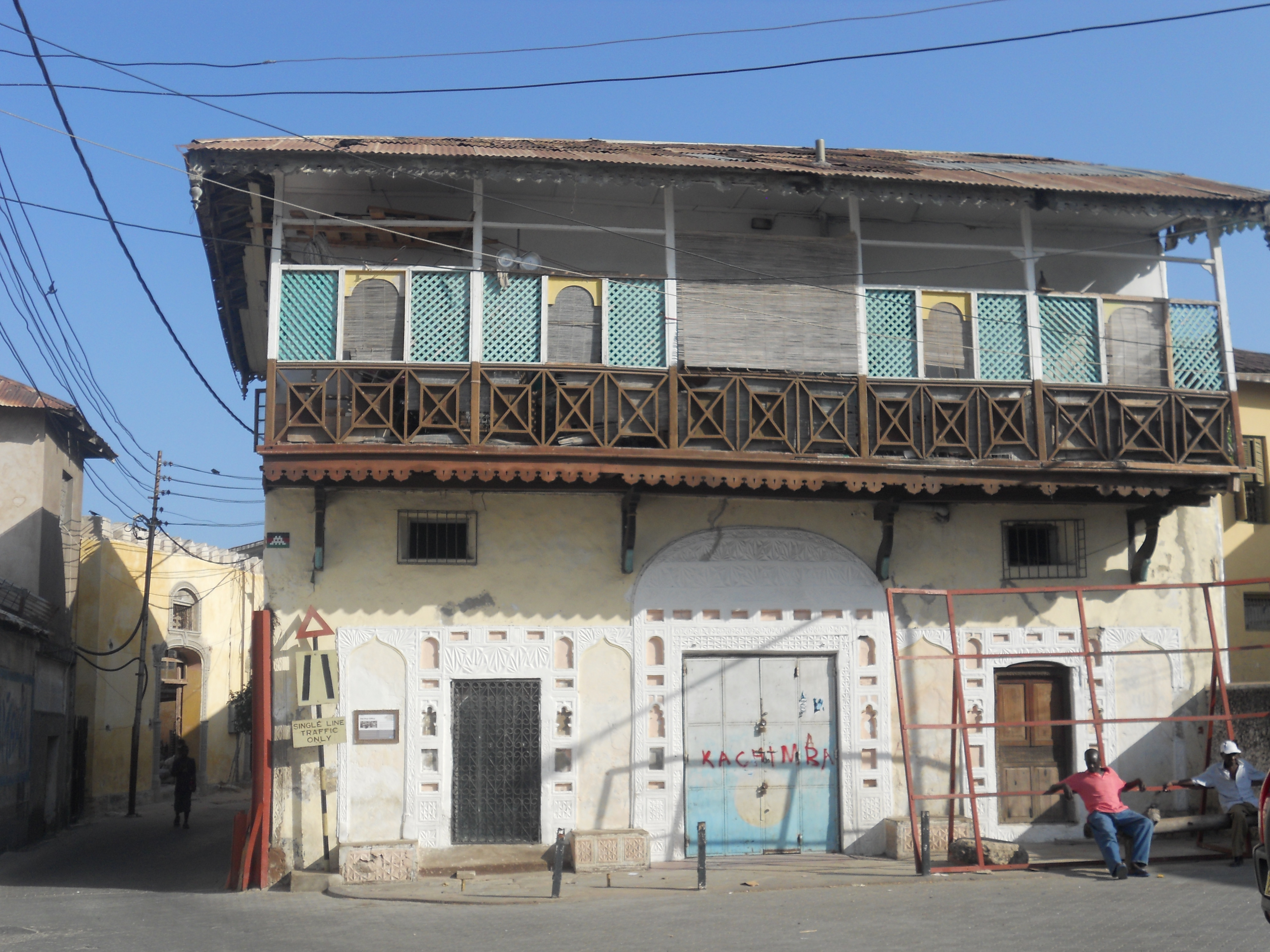
Stará pošta ve středu Mombasy.

Podle zjištění japonských archeologů byla oblast dnešního města osídlena trvale již od doby kamenné.
Vznik Mombasy bývá spojován s dvanácti rody a kmenovými vůdci[zdroj?] Mwana Mkisa a Shehe Mvita. Ti založili osadu Kongowea, která zde existovala ještě před příchodem arabských obchodníků.
Do míst dnešní Mombasy často cestovali obchodníci z arabských zemí nebo z Indie. Obchod mezi Araby a místním obyvatelstvem se zde uchytil v 9. století. Vyvážena byla hlavně slonovina a otroci. Město zde tak vzniklo již před příchodem evropských kolonizátorů a je proto nejstarším v celé Keni. Arabský cestovatel Al-Idrísí jeho existenci zmínil v roce 1154. Rozšířil se sem islám; první mešita je doložena v 13. století. O století později se zde Ibn Battúta zmínil o chudých místních obyvatelích, kteří žili v bídných domech ale vyznávali islám v dřevěných mešitách. Battúta zde také jednu noc strávil. Nejstarší zástavba vyrostla v blízkosti starého přístavu kde se dnes nachází stará všeobecná nemocnice.
Prvním Evropanem, který navštívil město, byl v roce 1498 portugalský mořeplavec Vasco da Gama na své plavbě do Indie. Nezdržel se zde však dlouho, neboť nebyl místním obyvatelstvem přátelsky přivítán. Portugalci místo několikrát na přelomu 15. a 16. století vypálili. Roku 1589 zažilo dvě katastrofy najednou; kromě portugalského útoku jej zničil i tajemný kmen Zimba. Poté zde ke konci století nechali zbudovat pevnost s názvem Fort Jesus. Při ní postavili malou osadu, celní úřad, několik dílen a dva kostely.
Portugalce vystřídal Ománský imamát (byť se zmíněnou pevnost v letech 1728 až 1729 pokusili Portugalci znovu obsadit, leč neúspěšně) a v roce 1840 Zanzibar. Na troskách koloniálních portugalských staveb vznikly dnes nejstarší mombaské domy ve stylu architektury arabské. Zanzibar nakonec ale ke konci 19. století začal ustupovat britskému vlivu. Bez ohledu na vládce bylo město až do 19. století centrem obchodu s otroky; trhy byly pravidelné a konaly se vždy jednou týdně v sobotu. Zboží z Mombasy putovalo i na území současné Indie a Číny. Vyváželo se odsud kromě otroků a slonoviny také i koření.
V roce 1887 se stalo součástí Britské východní Afriky (Zanzibar jej britské koruně nejprve pronajal). Mombasu zamýšleli Britové jako hlavní město uvedeného koloniálního celku. V letech 1896–1901 byla vybudována 1060 km dlouhá úzkorozchodná železnice z Mombasy do Kisumu u Viktoriina jezera. V roce 1898 bylo město předáno Britům po právní stránce. Období Mombasy jako metropole však netrvalo dlouho; v roce byly úřady přesunuty do Nairobi. Tehdy v přístavním městě žilo okolo třiceti tisíc lidí.
Za první světové války měl přístav klíčový význam vzhledem k existenci německé kolonie v oblasti dnešní Tanzánie, která ležela na východoafrickém pobřeží jižním směrem.
Roku 1922 byl v Kilindini otevřen moderní přístav a do jeho blízkosti se přemístily i zbývající koloniální úřady. Ty tak opustily historické jádro města, kde byly původní budovy víceméně ponechány.
Během 30. let 20. století vypukla válka v Etiopii, která otevírala Itálii cestu k získání vlivu v Africe. Stejně tak britská kolonie na území dnešní Tanzánie měla početné německé obyvatelstvo, které tam zůstalo po prohrané první světové válce. V atmosféře předvečeru druhé světové války tak mezi britským politickým vedením vyvstala obava, že by Itálie nebo Německo měly zájem se přístavu vzhledem k jeho poloze i strategickému významu zmocnit. Proto padlo rozhodnutí přístav opevnit. Do lokality Ras Serani byly instalována děla. Postaveny byly i další objekty; skladiště, vznikla minová pole apod.
V roce 1952 zde byla postavena slavná brána ze sloních klů; učiněno tak bylo v souvislosti s návštěvou britské panovnice Alžběty II.
Roku 1955 zde bylo ustanoveno biskupství Římskokatolické církve. 
Roku 1962 zde žilo okolo šesti set tisíc lidí.
V souvislosti s modernizací a růstem města vyrostla na břehu moře řada hotelů. Některé z nich vyprojektoval polský architekt Zbigniew Trzebiński. Roku 1971 získalo město moderní územní plán, který předpokládal výstavbu městských radiálních a okružních silnic. Z nich se však podařilo zrealizovat jen velmi málo v západní a jižní části města a most Nyali Bridge.
V listopadu 2002 explodovala před budovou místního hotelu bomba, která zabila tři zahraniční návštěvníky města (z Izraele) a tři domácí. Pokus o sestřelení civilního letadla společnosti El-Al z místního letiště nicméně skončil neúspěchem. O rok později došlo v několika hotelech k požáru a německý bundeswehr evakuoval zahraniční návštěvníky. Úřady následně zasáhly proti několika radikálním muslimským duchovním i mešitám a podílely se i na válce proti terorismu.
Roku 2006 žilo v Mombase 862 092 obyvatel. V letech 1999 až 2009 činil roční růst populace více než 3 %. Očekává se, že do roku 2050 bude mít aglomerace 4,3 milionu obyvatel. Dramatický a živelný růst města vedl k vzniku neformálních osad a slumů, které se rozkládají okolo města různými směry.
V roce 2017 vybudovala čínská společnost do Nairobi novou železnici.
V souvislosti s rozvojem turistického ruchu a modernizace města nařídil tehdejší starosta Hassan Joho ozdobit všechny domy v historickém jádru Mombasy Egyptskou modří a zakázal rovněž různé reklamní poutače v ulicích. Cílem bylo, aby se přístavní město stalo „nejfotografovanějším v Africe.“
V první polovině 20. století docházelo v centru města k vzniku vyšší zástavby, která měla většinou obytný charakter a zvyšovala hustotu osídlení, měnila charakter středu města a vytlačovala původní obchodníky. Historické jádro nicméně zůstalo tímto procesem nedotčené.

## Obyvatelstvo

### Struktura obyvatelstva
Obyvatelstvo Mombasy tvoří zástupci různých etnik a vyznání. Dominantní jsou Svahilci a příslušníci etnika Mijikenda. Mimo to zde žijí také Akambové a Taitští Bantuové, stejně jako další etnika z Keni. 

### Náboženský život
Obyvatelstvo vyznává z cca 50 % sunnitský islám a zhruba třetina obyvatel praktikuje křesťanství. Z křesťanství jsou zastoupeny různé církve, např. Presbytariánská církev východní Afriky, Římskokatolická církev, Keňská anglikánská církev a další. Indická komunita zde má hinduistické chrámy. Je zde rovněž i sikhský nebo džinistický chrám.
V rámci města působí pro muslimy i mulimské soudy, které se věnují náboženským záležitostem.

## Obecní správa a politika
Mombasa je z administrativního hlediska součástí stejnojmenného okresu. V čele Mombasy je starosta a město má jedenáctičlennou radu. V čele místního magistrátu stojí vysoce postavený úředník. Město se dělí na čtyři části: Ostrov Mombasa, Kisauni, Likoni a Changamwe.

## Hospodářství
Město je jedním z ekonomických center země (spolu s metropolí Nairobi). V roce 2016 zde nezaměstnanost mládeže dosahovala 44 %.

### Zemědělství
Severně od města se v úzkém pásu poblíž moře nachází úrodná půda, která je obdělávána. Předpokládá se, že klimatická změna by mohla místní zemědělství zcela zničit, především v souvislosti s vzrůstající hladinou oceánu.
V okolí města existují ložiska vápence, která se těží a jsou využívána pro potřeby místního poměrně dobře zastoupeného průmyslu výroby stavebních materiálů.

### Průmysl
Ve městě je rozvinutý průmysl v řadě oblastí, např. stavebních hmot (cementárna), papírenství, sklářství a zpracování kovů, tabákový průmysl, výroba chemických látek, obuvi a dalšího. Stojí zde ocelárna, válcovna hliníku a ropná rafinerie. Z hlediska HDP na obyvatele je město druhé v zemi hned za metropolí Nairobi. Nachází se zde Zvláštní hospodářská zóna (SEZ). V roce 2000 průmysl trpěl častými výpadky dodávek vody a elektřiny, což omezovalo ekonomický potenciál města.
Ve městě se nachází tepelná elektrárna Kipevu, která zásobuje město elektřinou. Je napojena přímo na nákladní přístav.

### Služby
Hospodářství města stojí ve značné míře na službách.

### Turistika
Ve městě je rozvinutý turistický průmysl; kromě památek je hlavní atrakcí i místní pobřeží nebo africké vnitrozemí. Rozvoj turistického ruchu ovlivňovala v minulosti negativně bezpečnostní situace a v roce 2023 např. situace politická (kdy došlo k nepokojům), v roce 2025 zde došlo k útoku gangu na výletní loď apod.
Navštěvované jsou také mísní pláže, např. Nyali, Bamburi a Shanzu. Doplňuje je řada luxusních hotelů.

## Doprava

### Silniční doprava

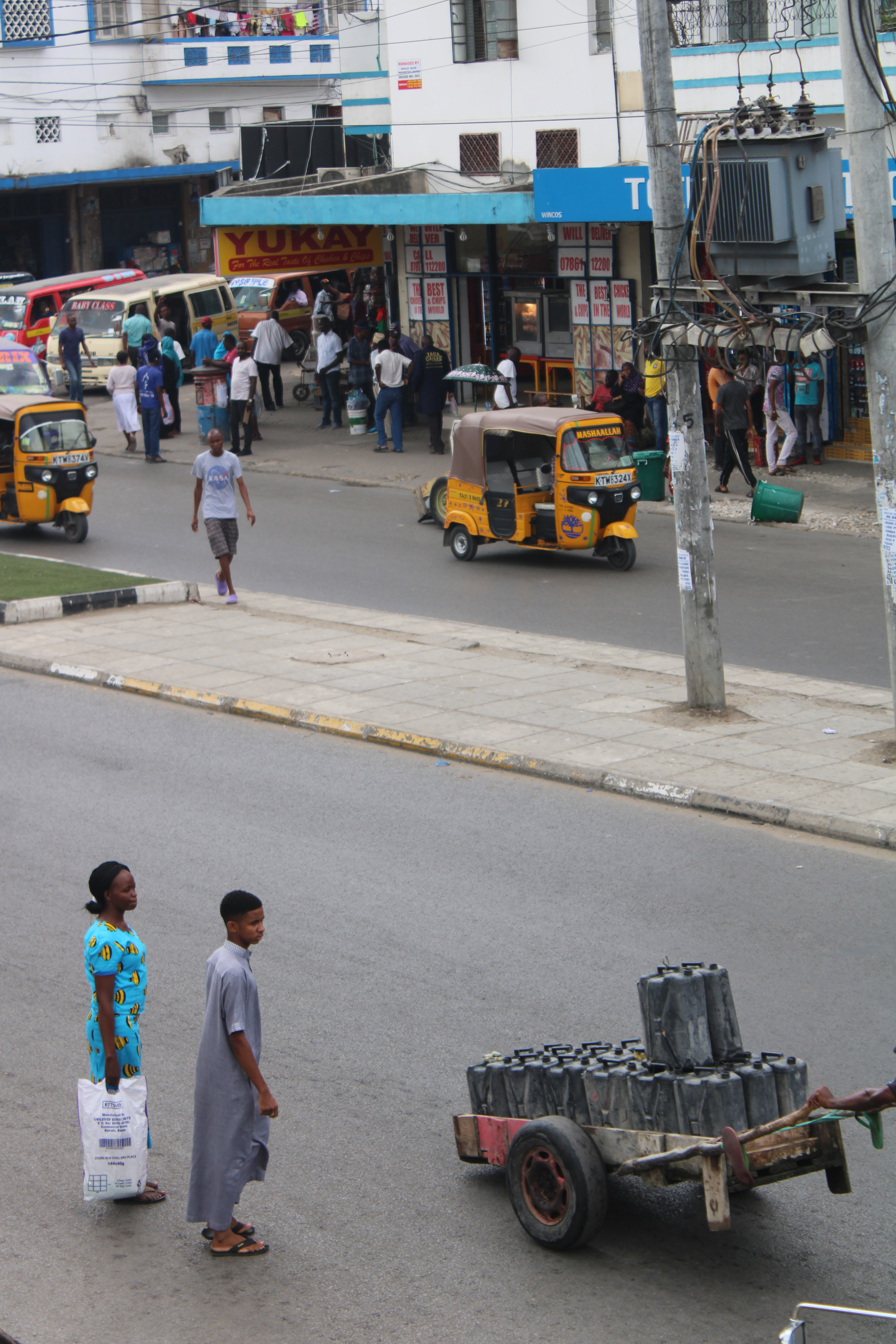
Dopravní ruch na ulicích města.

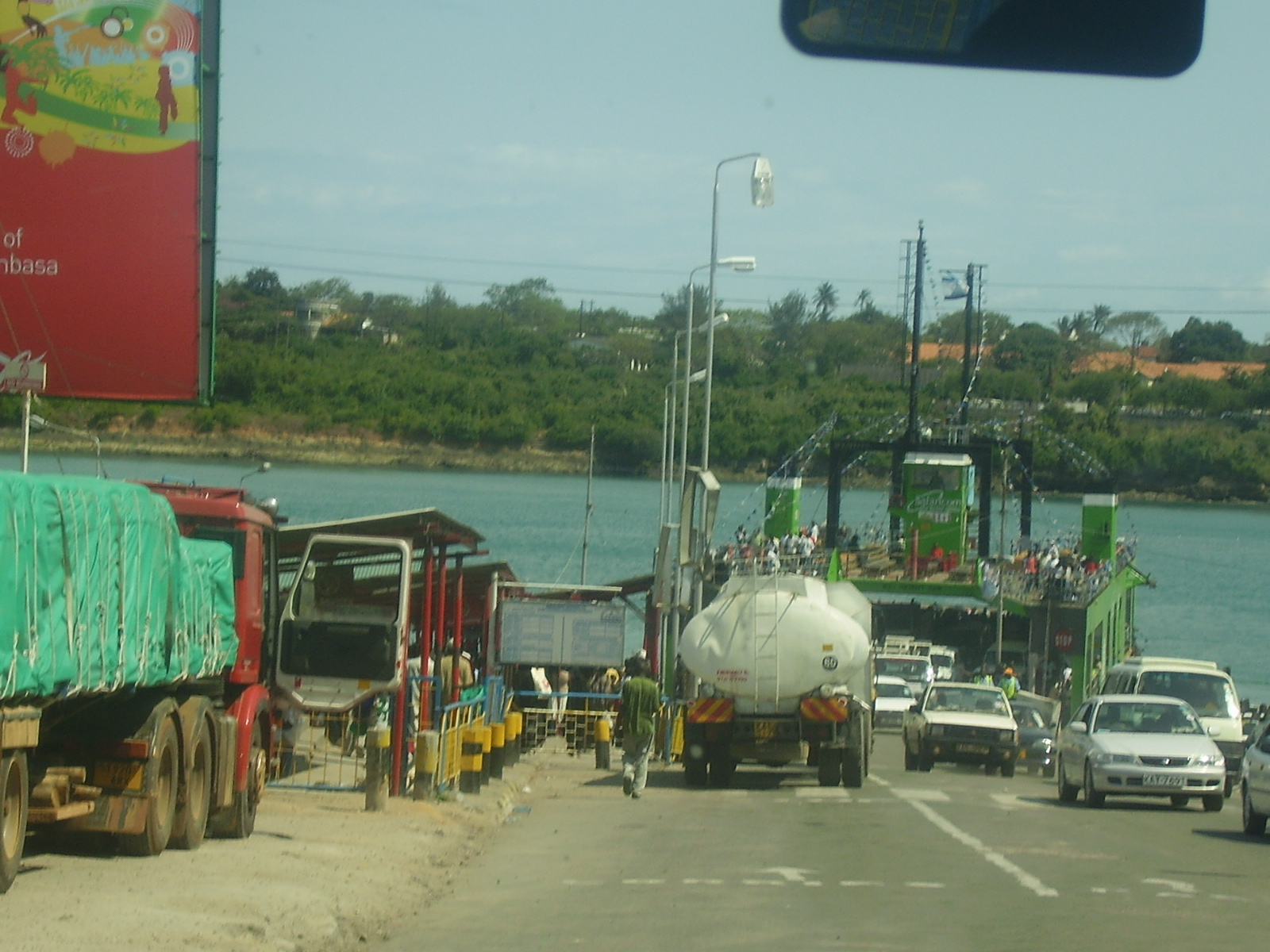
Přívoz do místní části Likoni ze středu města.

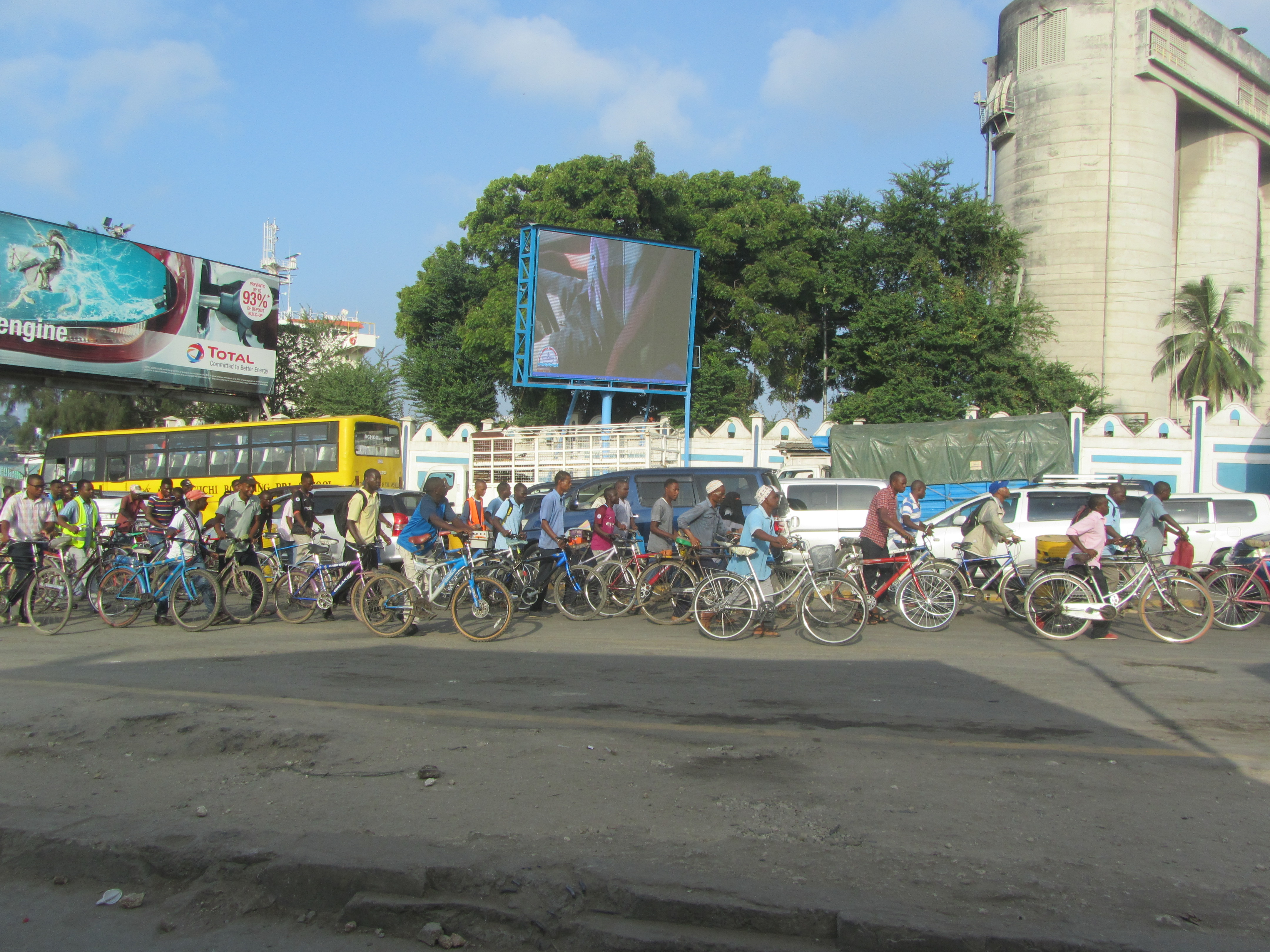
Městská cyklistika.

Do města směřují hlavní komunikace z keňského vnitrozemí. Hlavní silnice vede do zmíněné metropole; nejedná se však o dálnici, nýbrž o běžnou dvouproudou silnici. Výstavba první keňské moderní dálnice do Mombasy je nicméně předmětem diskuzí a projektů.
Město má široké bulváry, které pojímají velmi intenzivní a mnohdy živelnou individuální automobilovou dopravu.

### Železniční doprava
Již zmíněná železniční trať do hlavního města Nairobi je zde ukončena. Z Mombasy je možné využít vlak z hlavního nádraží pouze do této uvedené destinace. Město zvažuje zavedení příměstské železnice.

### Vodní doprava
V Mombase se nachází významný nákladní přístav Kilindini (znamená doslova "hluboký přístav"); město ležící na břehu Indického oceánu má přístup k světovým trhům i hlavním nákladním trasám světového námořního obchodu. Kromě potřeb keňského hospodářství jej využívají i sousední státy Uganda, Rwanda, Demokratická republika Kongo a Tanzánie. Přístav byl modernizován za pomoci Čínské lidové republiky. V roce 2016 byl otevřen nový kontejnerový terminál. Občas jej navštěvují i americké lodě nebo jiných námořnictev. V závěru 2. dekády 21. století zde byl zjištěn bující obchod s drogami.
V rámci přístavu existuje terminál pro výletní lodě, který má význam především z hlediska turistického ruchu.
Vzhledem k tomu, že střed města se nachází na ostrově, má lodní doprava význam i z hlediska dopravy osob. Do jižních částí města nebyl zbudován přes záliv žádný most a tak je zde využíván přívoz (Přívoz Likoni). Výhledově se počítá snapojením lokality Likoni na zbytek města dálničním mostem.

### Letecká doprava
Mombasa má mezinárodní letiště. Mimo to zde je i menší letiště Bamburi Airfield.

### Městská doprava
V Mombase většina místních obyvatel používá k přepravě po městě a okolních předměstích minibusy, které se označují slovem matatus. Vyskytují se zde také tuk-tuky. Na pobřeží se nachází autobusové stanoviště Mombasa Coast, které slouží pro městskou i meziměstskou autobusovou dopravu.

## Společnost

### Školství
Hlavní vysokou školou na ostrově Mombasa (v centru města) je Technická univerzita Mombasy (anglicky Technical University of Mombasa). Ve městě je také kampus Kenyattovy univerzity (anglicky Kenyatta University) a stojí zde i řada dalších vysokých škol, např. zdravotnická a další. Jednou vysokou školu zde provozuje i Čínská lidová republika. 
V rámci britského systému je zde působících několik akademií. Vyučují v angličtině a vzdělávací osnovy mají kompatibilní se Spojeným královstvím a USA.
V roce 1998 zde existovalo 83 základních škol státních a 53 soukromých.

### Zdravotnictví
Ve městě se nachází řada nemocnic, např. nemocnice MEWA a další. První zdravotnické zařízení tohoto typu byla Coast General Hospital, která působí dodnes a vznikla v roce 1907. Na přelomu 20. a 21. století zde bylo 115 zdravotnických zařízení celkem.

### Média
Veřejnoprávní společnost Kenya Broadcasting Corporation vysílá z Mombasy od roku 1954. Sídlí zde regionálně významná stanice „Hlas Mvity“. Mimo to zde působí řada rozhlasových a televizních stnaic, stejně jako vychází různý počet titulů. 

### Sport
V keňské Premier League zastupuje město fotbalový tým Bandari F. C. který hraje na fotbalovém stadionu Mbaraki Sports Grounds. Dále zde hraje i Congo United FC a několik dalších fotbalových týmů v různých jiných soutěžích. V rugby je zastoupeno město týmem Mombasa RFC.
Mombaský maraton se zde koná každý rok od roku 1985 v podzimních měsících (na jižní polokouli), triatlon je zde pořádán zase v měsících jarních (dle jižní polokoule).

## Kultura
K hlavním památkám patří portugalská pevnost Fort Jesus z roku 1591. Symbolem města je brána ve tvaru sloních klů. Navštěovávna je také katedrála svatého Ducha nebo Hallerův park. Architektonicky hodnotná je také i budova Staré tržnice. Specifické jsou domy v historickém jádru Mombasy, které jsou ovlivněny arabskou i evropskou architekturou.
Oblíbenou událostí místního společenského života je pravidelný karneval, který se koná vždy v měsíci listopadu.

## Osobnosti
- Burhán al-Amawí (1861–1935), právní vědec šafijské právnické školy
- Ali Mazrui (1933–2014), americko-keňský univerzitní profesor a islámský politický spisovatel
- Agnelo Rufino Gracias (* 1939), indický duchovní a pomocný biskup římskokatolické církve v Bombaji
- Abdilatif Abdalla (* 1946), spisovatel, univerzitní profesor a politický demonstrant
- Cosima von Bonin (* 1962), německá umělkyně
- Douglas Wakiihuri (* 1963), běžec na dlouhé tratě
- Jennifer Mulinde-Schmid (* 1982), švýcarská herečka, zpěvačka a tanečnice
- Martina Pinto (* 1989), italská herečka
- Mercedes Iman Diamond (* 1986), drag queen a účastnice 11. série RuPaul's Drag Race

## Partnerská města
- Bergen, Norsko
- Fu-čou, Čína
- Honolulu, Havaj, Spojené státy americké (2008)
- Charlotte Amalie, Americké Panenské ostrovy, Spojené státy americké
- Lien-jün-kang, Čína
- Long Beach, Kalifornie, Spojené státy americké (20. listopadu 2007)
- Seattle, Washington, Spojené státy americké (6. dubna 1981)